# أدريان بيلت
أدريان بيلت (8 مايو 1892 – 11  أبريل 1981) كان صحفيًا هولنديًا وموظفًا دوليًا ودبلوماسيًا، اشتهر بصياغة دستور ليبيا لما بعد الحرب.
عاش خلال الحرب العالمية الأولى في لندن وباريس كمراسل لصحيفة دي تليخراف. درس هناك الدبلوماسية في معهد الدراسات السياسية بباريس، وتزوج بسيدة فرنسية.
من عام 1920 إلى عام 1940 عمل مستشارًا لعصبة الأمم وفي العام 1934 عمل كرئيس للمعلومات. وزار العديد من بؤر التوتر في العالم، مثل منشوريا والهند.
خلال الحرب العالمية الثانية كان رئيسًا للمكتب الصحفي الحكومي، الذي أصبح فيما بعد خدمة المعلومات الحكومية الهولندية  في المنفى في لندن. هناك أسس وكالة أنباء، النظير الحر لوكالة الصحافة الهولندية العامة في الأراضي المحتلة. وبدأ راديو يبث البرامج الهولندية إلى الأراضي المحتلة باستخدام القنوات الإنجليزية. كما أنه ساعد في مراقبة أخبار الإذاعة الهولندية.
ذهب إلى سان فرانسيسكو سنة 1945 مع الوفد الهولندي للمساعدة في صياغة ميثاق الأمم المتحدة. في أوائل عام 1946 بعد انتخابه وكيلًا للأمين العام تحت قيادة تريغفه لي، كان مسؤولاً عن مؤتمرات الأمم المتحدة والخدمات العامة، ثم القضايا الأوروبية.
في 10 ديسمبر 1949 عينته الأمم المتحدة مفوضًا ساميا لليبيا، كان آخر الرؤساء الاستعماريين لليبيا . لقد جمع إقليمي طرابلس وبرقة القابعان تحت السيطرة البريطانية، مع إقليم فزان القابع تحت السيطرة الفرنسية لتشكيل دولة ليبيا، قبل استقلالها في 1 يناير 1952. لقد نجح في جمع القبائل والشعوب من الأقاليم الثلاث، وساعدوا في الإدارة وصياغة الدستور.
كان عدم الثقة المتبادل كان عقبة كبيرة بين الأشخاص الذين عليهم تشكيل الدولة الجديدة. رغم ذلك، قام بيلت بصياغة دستور في الوقت المناسب، وفي 24 ديسمبر نقل سلطة الدولة إلى الملك إدريس. عاد إلى مقر الأمم المتحدة، ومن عام 1952 حتى تقاعده عام 1957 كان مديرًا للمكتب الأوروبي للأمم المتحدة في جنيف.
تمتع أدريان بيلت بشعبية كبيرة في ليبيا، وسمي شارع رئيسي في كل من طرابلس وبنغازي باسمه.

## مختارات من كتبه
- أدريان بيلت: استقلال ليبيا والأمم المتحدة. حالة مخطط لها لإنهاء الاستعمار (مقدمة من قبل يو ثانت). مطبعة جامعة ييل ، نيو هافن ، 1970.(ردمك 0300012160)
- إسماعيل راغب الخالدي: التطور الدستوري في ليبيا (تقديم أ. بلت). بيروت 1956.